# В пещерата на планинския цар
В пещерата на планинския цар (на норвежки: I Dovregubbens hall) е кратко музикално произведение за оркестър, опус 23 на норвежкия композитор Едвард Григ, написано за театралната пиеса Пер Гюнт на Хенрик Ибсен. Премиерата на произведението е на 24 февруари 1876 г. в Осло. По-късно е избрано за заключителна част на Пер Гюнт (Сюита №1), опус 46. Въпреки че изпълнението трае едва две минути и половина, лесно разпознаваемата тема на произведението му помага да се превърне в една от най-известните класически мелодии в популярната култура.
Пер Гюнт, приказна пиеса, написана в стихотворна форма, разказва за приключенията на
епонимния герой Пер. Действието, илюстрирано от музиката на В пещерата на планинския цар, е сцената, в която героят се промъква в замъка на планинския цар, след което се опитва да избяга от царя и тролите му.

## Музика
Известният двуфразов мотив, написан в си минор, звучи така:
Семплият мотив започва бавно и тихо в най-ниските регистри на оркестъра. Първо се изпълнява от виолончелата и фаготите, изразяващи бавните и внимателни стъпки на Пер Гюнт. След като е изсвирена, основната тема много леко се променя с няколко различни възходящи ноти, транспонирана в квинта (до фа диез мажор, доминантния акорд, но с понижена секста) и изпълнявана на различни инструменти: това са тролите на царя.
След това двете групи инструменти влизат и излизат в различни октави, докато
се сблъскат на една и съща височина – тролите, забелязали Пер, започват да го преследват.
Темпото постепенно се увеличава до финал в престисимо, а самата музика става все по-силна и
мелодична.
Самият планински цар се явява с гръм на сцената и се сблъсква с Пер, който бързо побягва на другата страна. Действията, в които планинския цар търси криещия се Пер, са пресъздадени чрез дълги диатонични партии на струнните инструменти, прекъсвани от кратки моменти на тишина. Скривалището на героя най-накрая е разкрито и музиката достига най-високата си и най-бърза точка, когато Пер побягва от пещерата. Чува се поредица от звуците на чинели и тимпани, която изведнъж се извисява и смълчава всички останали инструменти, когато планината се срутва и, както може да се предположи, убива тролите, които преследват побягналия Пер. Произведението завършва подобаващо – и в музикално, и в театрално отношение – с връщане в тоника, и завършвайки с финален акорд в си минор, отбелязващ успешното бягство на Пер.

## Текст на песента вПер Гюнт
Slagt ham! Kristenmands søn har dåret.

Dovregubbens veneste mø!

Slagt ham!

Slagt ham!

Ma jeg skjære ham i fingeren?

Ma jeg rive ham i håret?

Hu, hej, lad mig bide ham i låret!

Skal han lages til sod og sø?

Skal han steges på spid eller brunes i gryde?

Isvand i blodet!
Тролове-царедворци: Убийте го! Този син на християните прелъсти

най-прекрасната дъщеря на Планинския цар!

Убийте го!

Убийте го!
Немирно тролче: Може ли да му кълцам пръстите?

Друго тролче: Може ли да го влача за косата?

Трол-девица: Ъъ... хей, оставете ме да го гризна по задника!

Трол-вещица, с черпак: Да го сварим на супа и бульон?

Друга вещица, с касапски нож: Да го изпечем на шиш или да го запържим в тенджера?
Планинския цар: Охладете кръвта си!